# Ariadna Gil
Ariadna Gil Giner, född 23 januari 1969 i Barcelona, är en spansk skådespelare.
1993 vann Gil ett Goya-pris i kategorin Bästa kvinnliga huvudroll för sin insats i Belle époque. Hon har nominerats ytterligare fem gånger.
Hon har varit gift med filmskaparen David Trueba som hon har två barn tillsammans med. Sedan 2009 har hon ett förhållande med skådespelaren Viggo Mortensen.

## Filmografi i urval
- 1992 – Belle époque
- 1998 – Förbjuden kärlek
- 2002 – Bear's Kiss
- 2006 – Pans labyrint
- 2006 – Captain Alatriste
- 2008 – Appaloosa
- 2013 – Living Is Easy with Eyes Closed
- 2025 – Ett spöke i striden